# Spratlyöarna
Spratlyöarna eller Nansha-öarna ("Södra sandögruppen", kinesiska: 南沙群岛/南沙群島, Nánshā qúndǎo, malajsiska: Kepulauan Spratly, tagalog: Kapuluan ng Kalayaan, vietnamesiska: Quần đảo Trường Sa) är en stor grupp atoller i Sydkinesiska havet. 
Vissa av öarna annekterades av Kina 1988. Även Taiwan och Vietnam gör anspråk på området i sin helhet, och Brunei, Filippinerna och Malaysia gör anspråk på vissa delar av området. Vietnam hävdar överhöghet över öarna sedan 1949. 45 av öarna är ockuperade av relativt små militära styrkor som tillhör Vietnam, Kina, Taiwan, Malaysia respektive Filippinerna. Kina har även byggt konstgjorda öar på undervattensrev i området.

## Geografi
Öarna är en grupp om cirka 100 obebodda korallatoller, till större delen täckta av låg vegetation, som ligger mellan östra Vietnam och västra Filippinerna. De har en areal av cirka 5 km² (motsvarar storleken på ön Ven). Den högsta höjden finns på Southwest Cay och ligger på endast 4 m.ö.h. Öarna täcker dock ett strategiskt havsområde på 410 000 km², som kan innehålla oljefyndigheter, vilket är en del av orsaken till att inte mindre än sex länder har anspråk på hela eller delar av ögruppen.
Havet kring öarna är mycket rikt på fisk och förmodas även ha stora olje- och gasfyndigheter.

## Historia
Öarna omnämns redan 1211 på kinesiska kartor och Kina har gjort anspråk på öarna under lång tid. 1791 besöktes öarna av den brittiske sjöfararen, kapten Henry Spratly som gav dem det europeiska namnet "Spratly Islands". Öarna annekterades av Kina den 8 februari 1995.
Ögruppen ingår sedan 2012 tillsammans med Xishaöarna (Paracelöarna) och Zhongshaöarna i prefekturnivåstaden Sansha, som tillhör provinsen Hainan i Kina.

### Externa länkar

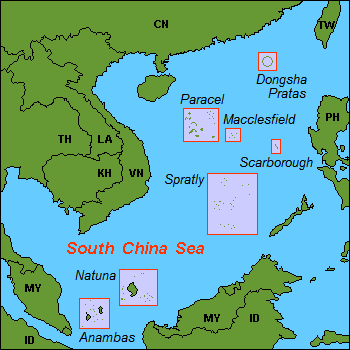
Karta över Sydkinesiska havet, med diverse ögrupper.